# Cyrtandra eminens
Cyrtandra eminens är en tvåhjärtbladig växtart som beskrevs av Charles Baron Clarke. Cyrtandra eminens ingår i släktet Cyrtandra och familjen Gesneriaceae. Inga underarter finns listade i Catalogue of Life.